# Imam Jagne
Imam Seedy Muhammed Ali Jagne (1º ottobre 2003) è un calciatore svedese, centrocampista dell'IFK Göteborg.

## Biografia
Nato in Gambia, si è trasferito in Svezia con la famiglia all'età di sei anni.

## Carriera

### Club
Jagne è cresciuto nel settore giovanile del piccolo club Solväders FC e successivamente dell'Häcken, con cui ha debuttato il 2 novembre 2019 in un incontro di Allsvenskan perso 4-1 contro l'Hammarby. Il 7 febbraio 2020 ha firmato il suo primo contratto professionistico con il club giallonero.
Il 4 ottobre 2020 è stato ceduto a titolo definitivo all'Everton, con cui ha firmato un contratto triennale. Utilizzato solamente nelle formazioni Under-18 e Under-23 del club, nell'estate del 2022 ha rescisso il contratto e lasciato l'Inghilterra.
A partire dalla stagione 2023 è tornato a far parte di una squadra svedese dopo aver firmato un accordo triennale con il Mjällby. Il 16 luglio 2023 ha segnato il suo primo gol fra i professionisti nell'incontro di Allsvenskan perso 2-1 contro l'IFK Norrköping. Complessivamente, nel corso dell'Allsvenskan 2023 ha totalizzato una rete in undici presenze, mentre nell'edizione 2024 ha avuto maggiore spazio con tre reti in ventisei presenze, metà delle quali da titolare e metà da subentrante.
Il 13 dicembre 2024 è stato annunciato il suo acquisto da parte dell'IFK Göteborg, con un contratto quadriennale valido a partire dal gennaio successivo.

### Nazionale
Ha giocato nelle nazionali giovanili svedesi Under-17 ed Under-19.

## Statistiche

### Presenze e reti nei club
Statistiche aggiornate al 3 giugno 2024.
| Stagione        | Squadra         | Campionato      | Campionato | Campionato | Coppe nazionali | Coppe nazionali | Coppe nazionali | Coppe continentali | Coppe continentali | Coppe continentali | Altre coppe | Altre coppe | Altre coppe | Totale | Totale | Totale |
| Stagione        | Squadra         | Comp            | Pres       | Reti       | Comp            | Pres            | Reti            | Comp               | Pres               | Reti               | Comp        | Pres        | Reti        | Pres   | Reti   |        |
| --------------- | --------------- | --------------- | ---------- | ---------- | --------------- | --------------- | --------------- | ------------------ | ------------------ | ------------------ | ----------- | ----------- | ----------- | ------ | ------ | ------ |
| 2019            | Häcken          | A               | 1          | 0          | CS              | 0               | 0               |                    | -                  | -                  |             | -           | -           | 1      | 0      |        |
| 2023            | Mjällby         | A               | 11         | 1          | CS+CS           | 4+0             | 0               |                    | -                  | -                  |             | -           | -           | 15     | 1      |        |
| 2024            | Mjällby         | A               | 13         | 2          | CS+CS           | 3+0             | 0               |                    | -                  | -                  |             | -           | -           | 16     | 2      |        |
| Totale carriera | Totale carriera | Totale carriera | 25         | 3          |                 | 7               | 0               |                    | -                  | -                  |             | -           | -           | 32     | 3      |        |